# プテリジン
プテリジン（pteridin）は、ピリミジンとピラジンが結合の一辺を共有した構造の化合物である。また、プテリジンは広義にはその置換体のことも指す。プテリンとフラビンは生物活性において重要なプテリジン置換体である。